# 南緯48度線
南緯48度線（なんい48どせん）は、地球の赤道面より南に地理緯度にして48度の角度を成す緯線。南緯48度線はその大部分が公海上を走っており、大西洋、インド洋、太平洋、チリ、アルゼンチンを通過する。
この緯度の下では、夏至点時は16時間3分で、冬至点時の可照時間は8時間22分である。

## 通過する地域一覧
南緯48度線は、本初子午線から東に向かって以下の場所を通っている。
| 地理座標                                              | 国土・領土・領海 | 備考                                   |
| ----------------------------------------------------- | ---------------- | -------------------------------------- |
| 南緯48度0分 東経0度0分 / 南緯48.000度 東経0.000度     | 大西洋           |                                        |
| 南緯48度0分 東経20度0分 / 南緯48.000度 東経20.000度   | インド洋         |                                        |
| 南緯48度0分 東経147度0分 / 南緯48.000度 東経147.000度 | 太平洋           |                                        |
| 南緯48度0分 西経75度18分 / 南緯48.000度 西経75.300度  | チリ             | パタゴニア群島及びチリ本土を通過する。 |
| 南緯48度0分 西経72度25分 / 南緯48.000度 西経72.417度  | アルゼンチン     |                                        |
| 南緯48度0分 西経65度55分 / 南緯48.000度 西経65.917度  | 大西洋           |                                        |